# Kessel (Adorf/Vogtl.)
Kessel ist ein Ortsteil von Adorf/Vogtl. im sächsischen Vogtlandkreis.

## Lage
Kessel liegt östlich von Adorf auf einem Hang nördlich der B 283. Der nächste Ort ist Siebenbrunn südöstlich. Südwestlich liegt Remtengrün. Kessel liegt auf etwa 491 m im sächsischen Vogtland.

## Geschichte
Kessel ist spätestens 1542 als vom guett im Kessel erstmals erwähnt. Spätere Ortsnamensformen sind Kessell (1582), Köstel oder Keßel (1791), Kessel bei Adorf (1834) und Kessel (1875).
Im 18. Jahrhundert war Kessel ein Vorwerk. Für 1791 und 1820 ist eine Zugehörigkeit zum Rat von Adorf bekannt. Kessel gehörte 1791 zum Amt Voigtsberg und später zum (Land-)Kreis Oelsnitz, bis dieser im Vogtlandkreis aufging. In der Häusergruppe lebten 1791 4 Häusler und 1875 24 Personen.

## Belege
1. ↑  Kessel (1) – HOV | ISGV. Abgerufen am 25. August 2023.